# Peter Bloch (Kunsthistoriker)

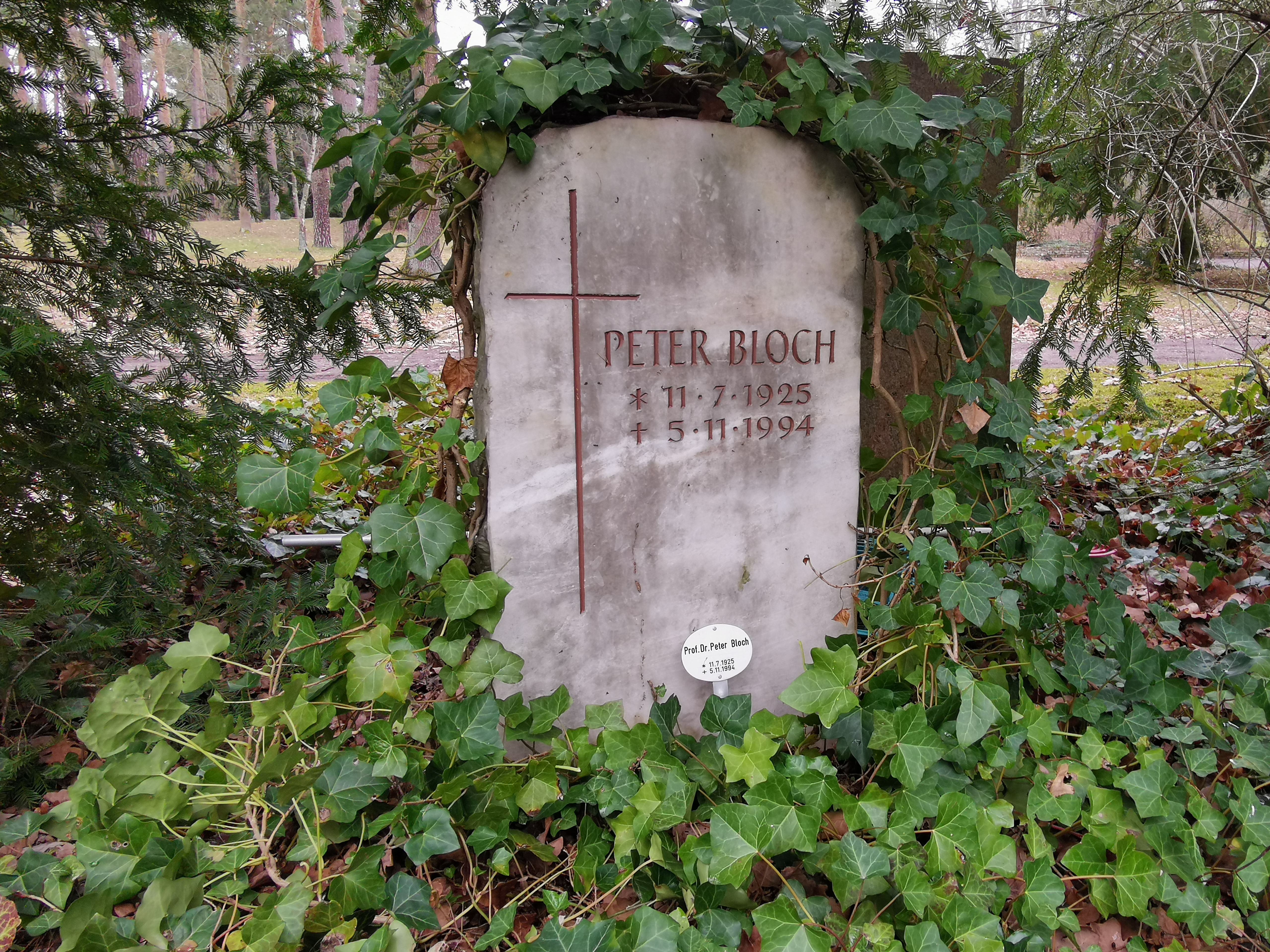
Grabstelle auf dem Waldfriedhof Zehlendorf, Feld 10

Peter Bloch (* 11. Juli 1925 in Berlin; † 5. November 1994 ebenda) war ein deutscher Kunsthistoriker und Museumsdirektor.

## Werdegang
Peter Bloch der Jüngere wurde als Sohn des Berliner Kommunalpolitikers Peter Bloch und seiner Frau Charlotte (geb. Streckenbach) in Berlin geboren. Zu den Vorfahren zählten bekannte Verleger, etwa Eduard Bloch, der den „Berliner Bilderbogen“ verlegte sowie historisch bedeutende Persönlichkeiten wie Leopold Müller, der im 19. Jahrhundert als preußischer Militärarzt in Haiti und als Leibmedikus des Tenno in Japan gewirkt hatte (das kulturhistorisch bedeutende Tagebuch Müllers befindet sich im Nachlass Peter Bloch im Landesarchiv Berlin). Die Familie Peter Bloch sen. lebte bis zu ihrer Ausweisung nach dem Zweiten Weltkrieg in Kleinmachnow bei Berlin. Peter Bloch wurde nach dem Abitur 1943 zum Kriegsdienst eingezogen und geriet 1945 in Kriegsgefangenschaft. Hier wurde er zu schwerster Arbeit in Bergwerken herangezogen und erlitt starke körperliche Verletzungen.
Nach seiner Entlassung aus der Kriegsgefangenschaft ging er 1948 nach Berlin zurück und studierte von 1948 bis 1950 unter Richard Hamann und Willy Kurth an der Berliner Universität Philosophie und Kunstgeschichte. Wegen der zunehmenden politischen und ideologischen Einengung der Studierenden und Lehrenden an der nunmehrigen Humboldt-Universität zu Berlin ging er zum Weiterstudium nach Basel, wo er bei Joseph Gantner (1896–1988) 1954 mit der Arbeit Das Hornbacher Sakramentar und seine Stellung innerhalb der Reichenauer Buchmalerei zum Dr. phil. promoviert wurde. Von 1954 bis 1958 war er Assistent bei Heinrich Lützeler an der Universität Bonn. Danach begann er ein Volontariat am Kupferstichkabinett Berlin. Auf Einladung von Hermann Schnitzler wechselte er nach acht Monaten an das auf mittelalterliche Kunst spezialisierte Schnütgen-Museum in Köln.

## Wirken
1962 wurde Bloch unter Heinz Ladendorf an der Universität Köln habilitiert. Sein Forschungsschwerpunkt war die christliche und jüdische Kunst des Mittelalters. Sein Essay „Nachwirkungen des Alten Bundes in der christlichen Kunst“ wurde im Katalog der 1963 in Köln ausgerichteten Ausstellung „Monumenta Judaica“ publiziert. Er forschte besonders zu karolingischer, romanischer und gotischer Bildhauerei und Malerei. An der Kölner Universität hielt er Vorlesungen als Privatdozent. Als Berater privater Kunstsammler schärfte er seine Kenntnis zur Unterscheidung echter mittelalterlicher Werke und deren Nachempfindungen im 19. Jahrhundert. Er trug entschieden dazu bei, den Begriff der Nachschöpfung von der „Fälschung zum Zwecke der Täuschung“ klar zu trennen und so einige neugotisch arbeitende rheinische Bildhauer zu rehabilitieren. 1967 wurde er als Nachfolger von Peter Metz zum Leiter der Skulpturensammlung der Staatlichen Museen zu Berlin in Berlin-Dahlem berufen. An der Freien Universität Berlin lehrte er Kunstgeschichte.
Als Fachmann für mittelalterliche Kunst (unter anderem für Bronzekruzifixe der Romanik und mittelalterliche Aquamanile) erforschte er auch das Nachleben und die Wiederaufnahme mittelalterlicher Themen und Motive im ausgehenden 18., 19. und 20. Jahrhundert. Davon ausgehend wurde Peter Bloch einer der wichtigsten Fachleute für die Skulptur des Historismus und gilt als Wiederentdecker der Berliner Bildhauerschule des 19. Jahrhunderts. Diesem Thema widmete er zahlreiche Aufsätze (etwa den bedeutenden Aufsatz „Stil-Zitat und Logik der Funktion“) und Bücher, von denen das bekannteste das mit dem Bildhauer Waldemar Grzimek 1978 herausgegebene Standardwerk Das klassische Berlin. Die Berliner Bildhauerschule des neunzehnten Jahrhunderts ist. Mit seinen Studenten führte er in den 1970er und 1980er Jahren eine systematische Erfassung der Bildhauereiwerke auf den (West-)Berliner Begräbnisplätzen durch. Auch hier gilt er als Begründer einer heute sehr lebendigen Forschungstradition.
Mit der 1990 im Hamburger Bahnhof in Berlin zusammen mit Sibylle Einholz und Jutta von Simson ausgerichteten Ausstellung Ethos und Pathos. Die Berliner Bildhauerschule 1780–1914 wurde Peter Bloch als Direktor der Skulpturensammlung in den Ruhestand verabschiedet. Es erschien, herausgegeben von Christian Theuerkauff und Hartmut Krohm, eine Festschrift für Peter Bloch, die zahlreiche biografische und bibliografische Hinweise auf Blochs Leben und Werk enthält. Seine für die Skulpturensammlung zusammengebrachte Sammlung der Bildhauerei des 19. Jahrhunderts wurde wenig später in den Bestand der Alten Nationalgalerie überführt. Zu den von Bloch für die Skulpturengalerie angekauften Bildhauerwerken des 19. Jahrhunderts gehören die Amor und Psyche-Gruppe von Reinhold Begas (Rom, 1854) sowie der Diskuswerfer von Rudolf Schadow (Rom, 1821–1822).
Bis zu seinem Tod 1994 betreute Peter Bloch seine Studenten und nahm Promotionsprüfungen ab. Er wurde auf dem Waldfriedhof Zehlendorf, Wasgensteig, in der Nähe des Grabes seiner Eltern unweit der Trauerkapelle beigesetzt.
Der Nachlass von Peter Bloch und der Nachlass seines Vaters Peter Bloch d. Ä. befinden sich im Landesarchiv Berlin.

## Ehrungen
- 1983: Verdienstkreuz am Bande der Bundesrepublik Deutschland
- 1994: Fidicin-Medaille des Vereins für die Geschichte Berlins[1]